# ریپس
ریپس (به آلمانی: Rieps) یک شهر در آلمان است که در نوردوست‌مکلنبورگ واقع شده‌است. ریپس ۳۸۴ نفر جمعیت دارد.